# En man kommer hem
En man kommer hem, originaltitel: En mand kommer hjem, är en dansk komedi från 2007, i regi av Thomas Vinterberg. I filmen medverkar Thomas Bo Larsen, Shanti Roney, Karen-Lise Mynster.

## Handling
I en liten stad är förväntningarna skyhöga inför att en berömd operasångare ska återvända hem. Samtidigt som invånarna gör sig redo för den stora händelsen blir en kökspojke involverad i ett komplicerat triangeldrama som riskerar att kasta sin skugga över operasångarens hemkomst.

## Rollista
| Thomas Bo Larsen         | – Hans Kristian Schmidt |
| Shanti Roney             | – Kokken                |
| Oliver Møller-Knauer     | – Sebastian             |
| Karen-Lise Mynster       | – Sebastians mor        |
| Ronja Mannov Olesen      | – Maria                 |
| Helene Reingaard Neumann | – Claudia               |
| Brigitte Christensen     | – Sarah Schmidt         |
| Morten Grunwald          | – Direktøren            |
| Ulla Henningsen          | – Onkel Anna            |
| Paw Henriksen            | – Peter                 |
| Morten Schaffalitzky     | – Peters bror           |
| Christopher Læssø        | – Opvasker              |